# Boris Stankovich

a Compétitions nationales et continentales officielles uniquement.

Dernière mise à jour le 9 juin 2020.
Boris Stankovich, né le 9 janvier 1980 à Auckland (Nouvelle-Zélande), est un joueur néo-zélandais de rugby à XV jouant au poste de pilier gauche.

## Biographie
Boris Stankovich connaît des sélections en équipe d'Angleterre des moins de 21 ans. Toutefois, il n'arrive pas à s'imposer dans son club des London Irish.
Il part alors en France et signe au SC Graulhet où il joue durant cinq saisons.
Il redecouvre ensuite le rugby professionnel en signant à Albi en Pro D2. Il permet alors à son club de rejoindre le Top 14 où il sera la révélation de la saison 2006-2007.
Il retourne alors en Angleterre, à Leicester où il remporte à trois reprises le championnat d'Angleterre.

## Palmarès
Championnat de France de Pro D2 :
- - Vice-champion (1) : 2006
- Coupe d'Europe :
  - Finaliste (2) :  2007 et 2009
- Championnat d'Angleterre :
  - Champion (3) : 2009, 2010 et 2013
  - Vice-champion (3) :  2008, 2011 et 2012
- Coupe d'Angleterre :
  - Vainqueur (2) : 2012 et 2017
  - Finaliste (1) : 2008